# Pinamar-Pinepark
Pinamar-Pinepark és un balneari del sud de l'Uruguai, ubicat al departament de Canelones. Forma part de la Costa de Oro.

## Geografia
Es troba al sud del departament de Canelones, al sector 17. Limita al sud-est amb el Riu de la Plata, al sud-oest amb Neptunia, i al nord-est amb Salinas.

## Població
Pinamar-Pinepark té una població aproximada de 3.608 habitants, segons les dades del cens de 2004.
| 1963 | 1975 | 1985 | 1996  | 2004  | 2011  |
| ---- | ---- | ---- | ----- | ----- | ----- |
| 213  | 654  | 838  | 2.340 | 3.608 | 4.724 |